# Número superreal
En análisis matemático y álgebra abstracta, los números superreales son un tipo de cuerpo ordenado que sea una extensión de los números reales, introducida por H. Garth Dales y W. Hugh Woodin que siempre incluirá como generalización de los números hiperreales como subcuerpo (se pueden definir varios cuerpos de números superreales diferentes según de donde se parta, es decir, a diferencia de los números hiperreales (en el caso de la hipótesis del continuo) y lo surreales que son únicos salvo isomorfismo hay varias formas de cuerpo de números superreales).
El interés fundamental de los cuerpos de números superreales aparece en análisis no estándar, teoría de modelos y el estudio de las álgebras de Banach. Algebraicamente constituyen un cuerpo que de hecho es un subcuerpo de los números surreales:
Los superreales de Dales y Woodin se diferencia de los super-reales de David O. Tall, que no son otra cosa que el cuerpo fracciones de las series de potencias formales con coeficientes den los reales dotadas de un orden lexicográfico

## Definición formal
Supóngase que X es un espacio de Tikhonov, también llamado un espacio T3.5, y sea C(X) el álgebra de funciones reales definidas sobre X. Dentro de esta álgebra búsquese un ideal primo {\displaystyle P\subset C(X)}, y búsquese el álgebra cociente {\displaystyle \mathbb {A} =C(X)/P} que por definición será necesariamente un dominio de integridad y un álgebra sobre los reales, que además puede ser considerada un conjunto totalmente ordenado. El cuerpo de fracciones {\displaystyle \mathbb {F} } de esta álgebra {\displaystyle \mathbb {A} } es precisamente el cuerpo de los números superreales, si dicho cuerpo de fracciones contiene estrictamente un conjunto identificable con los números reales {\displaystyle \mathbb {R} }, de tal manera que {\displaystyle \mathbb {F} } no es isomorfo en orden a {\displaystyle \mathbb {R} }. Si el ideal P es además un ideal primo y por tanto un ideal maximal, entonces {\displaystyle \mathbb {F} } coincide con el cuerpo de los números hiperreales de A. Robinson. Por lo cual los números hiperreales pueden considerarse un caso particular de números superreales.